# Bruzda Maruszy
Bruzda Maruszy (542.24) – mezoregion w łańcuchu Gór Maruszy w Górach Zachodniorumuńskich. Leży na terytorium Rumunii, w Siedmiogrodzie.
Bruzda Maruszy stanowi odcinek doliny Maruszy w jej środkowym biegu, sąsiadujący od południa z górami Poiana Ruscă, a od północy z Rudawami Siedmiogrodzkimi i górami Zarand. Bruzda Maruszy wykorzystuje tektoniczne obniżenie między Górami Zachodniorumuńskimi a Karpatami Południowymi. Marusza tworzy na tym odcinku kilka przełomów epigenetycznych. Szerokość Bruzdy Maruszy wynosi 1 do 6 km.
Bruzda Maruszy stanowi ważny korytarz komunikacyjny między Kotliną Panońską a Wyżyną Transylwańską.